# Innisfail
Innisfail es un pueblo canadiense situado en la provincia de Alberta.

## Superficie
Innisfail tiene una superficie de 19,39 km².

## Demografía
En 2021, tenía 7985 habitantes, una densidad poblacional de 411,7 hab./km², y 3670 viviendas.